# Сны о любви
«Сны о любви» — прощальный тур Аллы Пугачёвой, которым она закончила свою концертную деятельность. Тур начался 7 апреля 2009 года в Москве, а закончился 4 марта 2010 года в Софии (Болгария). Символично, что концертная деятельность певицы закончилась там, где когда-то началась её слава — именно в Болгарии в 1975 году Алла Пугачёва спела своего знаменитого «Арлекино».
За тур певица дала 37 концертов в 34 городах в 13 странах мира, проехала более 62 000 километров, исполнила 888 песен, проведя в общей сложности на сцене 57 часов. Команда тура состояла из 30 человек, включая 5 музыкантов, 6 бэк-вокалистов, 2 звукорежиссёров, режиссёра по свету, администратора и технический персонал. Также в команду входили журналисты телеканала «Россия-1» и радиостанции «Алла», которые подробно освещали ход тура.
Концерты посмотрели несколько десятков миллионов телезрителей телеканала «Россия-1» и более 200 000 зрителей в концертных залах. Среди них — огромное количество общественных и политических деятелей разных стран, в том числе: супруга президента России Светлана Медведева, премьер-министр Украины Юлия Тимошенко, чрезвычайный и полномочный посол Российской Федерации на Украине Виктор Черномырдин, президент Азербайджана Ильхам Алиев с супругой, президент Армении Серж Саргсян и многие другие. Президенты Азербайджана и Армении после концертов наградили Пугачёву орденами «Дружбы» и Святого Месропа Маштоца соответственно.

## История
В декабре 2008 года на фестивале «Песня Года» Пугачёва объявила о том, что в апреле 2009 состоятся её концерты в Москве. В столице певица не давала сольных концертов с 1998 года. На большой пресс-конференции 5 марта 2009 года Пугачёва отметила, что этими концертами она откроет прощальный тур, после которого завершит свою концертно-гастрольную деятельность:

Концертную деятельность надо заканчивать. На это есть две главные причины. Первое — это то, что здоровье мое и сердце не очень позволяют кататься туда-сюда. И вторая причина — это то, что после ряда операций, которые мне пришлось перенести, голос, конечно, подсел. И он не может выразить тех чувств и тех интонаций, которые, мне хотелось бы, чтобы он выражал. Я хочу сказать, что я не буду целовать сцену на прощание… Действительно, концертную деятельность я прекращаю. И с трудом, наверное, но всё-таки выполню эту обязанность юбилейного тура. С удовольствием назвала эту программу «Сны о любви». В тур входят Украина, Белоруссия, Азербайджан, Казахстан… Долго перечислять. Ну я Народная артистка Советского Союза… мне проехаться по бывшим нашим республиками — это одно удовольствие.
— Алла Пугачёва, певица
Название тура определила фраза из песни певицы «Я улетаю» (музыка Александра Иванова, слова Сергея Абрашина): «Я улетаю прочь от земли. Не будите меня, умоляю: я вижу сны. Сны о любви». На пресс-конференции Пугачёва отметила, что тур также будет называться «От апреля до апреля» (имея в виду его временные сроки), однако в афишах значилось только одно название — «Сны о любви».
К прощальному туру Пугачёва готовилась основательно: впервые с 1984 года она заказала декорации и концертные костюмы. Над сценографией работал Борис Краснов. Он создал некую «Планету Аллы Пугачёвой» — круглый косо срезанный подиум во всю сцену, позади которого размещался проекционный экран, при этом все грани декораций также служили проекционными плоскостями.
Внутри подиума находился ещё один вращающийся цилиндрический сектор. Всё вместе это создавало иллюзию большого айсберга, который впоследствии становится то островом, то полем, то квартирой. Во время последней песни на подиуме появлялись ступеньки, по которым певица поднималась к проецируемым на экране звёздам и исчезала в них. Общий вес декораций и аппаратуры составлял несколько тонн, для их транспортировки в другие города по ходу тура требовалось до 5 большегрузных машин.
Концертные платья сшил модельер Валентин Юдашкин: традиционный пугачёвский чёрный балахон, розовую и серую накидки, а также длинное алое платье, визуально напоминающее балахон, в котором Пугачёва выступала в конце 1970-х гг. в концертной программе «Женщина, которая поёт».
В сет-лист программы «Сны о любви» вошли песни преимущественно последнего десятилетия работы певицы, правда, половина из них (14 из 29) перекочевали из предыдущей концертной программы — «Мы приехали». Помимо новых песен, в неё также вошли проверенные временем хиты: «Позови меня с собой», «Айсберг», «Без меня», «Возвращение», «Алло» и совершенно новая песня — «Сады вишнёвые», премьера которой состоялась на первом концерте 7 апреля 2009 года в Москве. Часть композиций, исполняемых в программе, написаны самой певицей. Так, она является автором песен «Сады вишнёвые», «Любовь» и «Примадонна», а также написала музыку к песням «Алло», «Люди, люди», «Свеча горела на столе», «Звезда» и слова к песням «Зона» и «Люди, люди» (в соавторстве с И. Резником). СМИ ошибочно сообщали, что стихотворение «Она цеплялась за любовь», которое Пугачёва читала в середине концерта написано Беллой Ахмадулиной. На самом деле его написала сама певица. Авторство Пугачёвой указано как в титрах концерта, так и на сайте Российского авторского общества.
В расписании тура происходили некоторые изменения. Так, не состоялись концерты в Казани и Череповце, а в Риге и Баку, назначенные на 22 мая и 12 июля соответственно были перенесены на более поздние даты. В Израиле концерт состоялся 12 сентября в Тель-Авиве, хотя изначально планировался на 16 мая в Кесарии. Назначенный на 29 марта 2010 года заключительный концерт в Варшаве отменила сама Пугачёва, так как она захотела закончить свою концертную деятельность именно в Болгарии.

## Телеверсия
Телевизионная съёмка проводилась на трёх концертах в Москве, а также в Киеве и Баку. Телеверсия московских концертов транслировалась телеканалом «Россия-1» в юбилей Аллы Пугачёвой — 15 апреля 2009 года. Её посмотрело более четверти всей зрительской аудитории. Несмотря на это, «Сны о любви» до сих пор официально не изданы на DVD или других носителях.
Над программой работали:
- Автор идеи и режиссёр — Алла Пугачёва
- Художник-постановщик — Борис Краснов
- Художник — Ольга Шадрина
- Художник по костюмам — Валентин Юдашкин
- Художник по свету — Кирилл Лагун
- Звукорежиссёр — Максим Богушев
- Балетмейстер — Григорий Захаров
- Музыканты — группа «Рецитал»:
  - гитаристы — Александр Левшин, Александр Венгеров
  - бас-гитарист — Анатолий Куликов
  - ударник — Андрей Шатуновски
  - клавишник — Юрий Погиба
- Бэк-вокал — хоровая группа «Рецитал»:
  - Екатерина Бачурина
  - Гаяне Гавашели
  - Лениза Сайфулина
  - Ирина Тихнина
  - Валерий Стронский
  - Евгений Малинин

В московских концертах также принимал участие Анатолий Лопатин — студийный звукорежиссёр, у которого Пугачёва с 1999 года записывает свои песни. Во время исполнения Пугачёвой песни «Без меня» он играл партию на аккордеоне.

## Сет-лист тура
Жирным шрифтом выделены песни, не вошедшие в телеверсию концерта. Длительность композиции указана по телеверсии.
| №                   | Название                  | Текст песни                         | Музыка              | Примечание                                                                                               | Длительность |
| ------------------- | ------------------------- | ----------------------------------- | ------------------- | --- | ------------ |
| 1.                  | «Интродукция»             |                                     | Морис Равель        | фрагмент произведения Мориса Равеля «Болеро», звучал на первых 10-ти концертах                           | -            |
| 2.                  | «Я пою»                   | Аркадий Славоросов                  | Александр Барыкин   | | 6:25         |
| 3.                  | «Не плачь»                | Любаша                              | Любаша              | | 3:55         |
| 4.                  | «Не сгорю»                | Мария Гончарова                     | Игорь Корнилов      | | 5:00         |
| 5.                  | «Одуванчик»               | Симон Осиашвили                     | Александр Лукьянов  | | 6:10         |
| 6.                  | «Алло»                    | Игорь Николаев                      | Алла Пугачёва       | | 4:05         |
| 7.                  | «Речной трамвайчик»       | Евгений Муравьев                    | Игорь Крутой        | | 3:25         |
| 8.                  | «Ресницы и твои глаза»    | Сергей Патрушев                     | Андрей Мисин        | | 3:35         |
| 9.                  | «Люди, люди»              | Алла Пугачёва, Илья Резник          | Алла Пугачёва       | | 5:15         |
| 10.                 | «Сады вишнёвые»           | Алла Пугачёва                       | Алла Пугачёва       | | 4:40         |
| 11.                 | «Она цеплялась за любовь» | Алла Пугачёва                       |                     | авторское стихотворение                                                                                  | 1:40         |
| 12.                 | «Любовь»                  | Алла Пугачёва                       | Алла Пугачёва       | | 5:45         |
| 13.                 | «Тысяча лет»              | Игорь Николаев                      | Игорь Крутой        | исполнялась не на всех концертах 2009 года; не исполнялась в 2010 году                                   | 5:00         |
| 14.                 | «Зона»                    | Алла Пугачёва                       | Игорь Крутой        | исполнялась в начале тура. Последнее исполнение — 5 июня 2009 в Санкт-Петербурге                         | 4:20         |
| 15.                 | «Зачем»                   | Илья Резник                         | Оскар Фельцман      | была исполнена лишь однажды, на первом концерте 7 апреля 2009 в Москве                                   | -            |
| 16.                 | «Ты — там, а я — там»     | Любаша                              | Любаша              | | 4:15         |
| 17.                 | «Позови меня с собой»     | Татьяна Снежина                     | Татьяна Снежина     | | 5:00         |
| 18.                 | «Миллион алых роз»        | Андрей Вознесенский                 | Раймонд Паулс       | появилась с 24 февраля 2010 года, исполнялась вместо песен «Ты — там, а я — там» и «Позови меня с собой» | -            |
| 19.                 | «Айсберг»                 | Лидия Козлова                       | Игорь Николаев      | | 4:05         |
| 20.                 | «Без меня»                | Илья Резник                         | Раймонд Паулс       | | 4:40         |
| 21.                 | «Возвращение»             | Илья Резник                         | Раймонд Паулс       | | 4:40         |
| 22.                 | «Любовь, как состояние»   | Олег Попков                         | Олег Попков         | | 3:35         |
| 23.                 | «Первое слово»            | Евгений Муравьев                    | Анна Серова         | | 4:30         |
| 24.                 | «Свеча горела на столе»   | Борис Пастернак                     | Алла Пугачёва       | | 4:50         |
| 25.                 | «Опять метель»            | Константин Меладзе, Джохан Поллыева | Константин Меладзе  | исполнялась не на всех концертах 2009 года; не исполнялась в 2010 году                                   | 3:40         |
| 26.                 | «Звезда»                  | Диомид Костюрин                     | Алла Пугачёва       | | 7:05         |
| 27.                 | «Спасибо, любовь»         | Илья Резник                         | Максим Фадеев       | | 4:40         |
| 28.                 | «Дай мне, Боже»           | Владислав Забелин                   | Владислав Забелин   | | 5:45         |
| 29.                 | «Примадонна»              | Алла Пугачёва                       | Алла Пугачёва       | | 4:00         |
| 30.                 | «Я улетаю»                | Сергей Абрашин                      | Александр Иванов    | | 4:55         |
| Общая длительность: | Общая длительность:       | Общая длительность:                 | Общая длительность: | Общая длительность:                                                                                      | 2:05:25      |

## Даты тура
| Дата                    | Город             | Страна           | Площадка                           | Вместимость площадки |
| ----------------------- | ----------------- | ---------------- | ---------------------------------- | -------------------- |
| 2009 год                |                   |                  |                                    |                      |
| 7 апреля 2009           | Москва            | Россия           | Государственный Кремлёвский дворец | 6 000                |
| 8 апреля 2009           | Москва            | Россия           | Государственный Кремлёвский дворец | 6 000                |
| 9 апреля 2009           | Москва            | Россия           | Государственный Кремлёвский дворец | 6 000                |
| 22 апреля 2009          | Киев              | Украина          | Дворец спорта                      | 9 800                |
| 26 апреля 2009          | Донецк            | Украина          | Дворец спорта «Дружба»             | 4 100                |
| 29 апреля 2009          | Одесса            | Украина          | Дворец спорта                      | 5 000                |
| 7 мая 2009              | Минск             | Беларусь         | Дворец спорта                      | 4 500                |
| 4 июня 2009             | Санкт-Петербург   | Россия           | Ледовый дворец                     | 12 300               |
| 5 июня 2009             | Санкт-Петербург   | Россия           | Ледовый дворец                     | 12 300               |
| 20 июня 2009            | Атлантик-Сити     | США              | Trump Taj Mahal                    | 6 500                |
| 21 июня 2009            | Бостон            | США              | Cutler Majestic Theatre            | 1 200                |
| 24 июня 2009            | Чикаго            | США              | Arie Crown Theatre                 | 4 250                |
| 27 июня 2009            | Сан-Франциско     | США              | Zellerbach Hall                    | 2 015                |
| 28 июня 2009            | Лос-Анджелес      | США              | Gibson Amphitheatre                | 6 189                |
| 27 августа 2009         | Днепропетровск    | Украина          | Ледовый дворец                     | 6 500                |
| 30 августа 2009         | Харьков           | Украина          | Дворец спорта                      | 3 500                |
| 4 сентября 2009         | Баку              | Азербайджан      | Дворец имени Гейдара Алиева        | 2 165                |
| 12 сентября 2009        | Тель-Авив         | Израиль          | Дворец спорта «Nokia Arena»        | 11 700               |
| 25 сентября 2009        | Ереван            | Армения          | Комплекс им. К. Демирчяна          | 12 000               |
| 8 октября 2009          | Астана            | Казахстан        | Конгресс-холл                      | 1 600                |
| 11 октября 2009         | Алма-Ата          | Казахстан        | Дворец Республики                  | 3 000                |
| 14 октября 2009         | Новосибирск       | Россия           | Театр оперы и балета               | 1 774                |
| 18 октября 2009         | Екатеринбург      | Россия           | Дворец игровых видов спорта        | 5 000                |
| 20 октября 2009         | Челябинск         | Россия           | Дворец спорта «Юность»             | 5 000                |
| 22 октября 2009         | Оренбург          | Россия           | СКК «Оренбуржье»                   | 4 000                |
| 25 октября 2009         | Уфа               | Россия           | СКК «Уфа-Арена»                    | 8 250                |
| 14 ноября 2009          | Самара            | Россия           | Ледовый дворец спорта ЦСК ВВС      | 4 500                |
| 21 ноября 2009          | Ростов-на-Дону    | Россия           | Дворец Спорта                      | 5 000                |
| 2010 год                |                   |                  |                                    |                      |
| Дата                    | Город             | Страна           | Площадка                           | Вместимость площадки |
| 11 февраля 2010         | Таллинн           | Эстония          | Saku Suurhall                      | 10 000               |
| 13 февраля 2010         | Рига              | Латвия           | СКК «Арена-Рига»                   | 14 500               |
| 16 февраля 2010         | Вильнюс           | Литва            | Utenos pramogų arena               | 4 000                |
| 19 февраля 2010         | Ганновер          | Германия         | TUI Arena                          | 14 000               |
| 21 февраля 2010         | Мангейм           | Германия         | SAP Arena                          | 15 000               |
| 24 февраля 2010         | Дюссельдорф       | Германия         | ISS Dome                           | 12 500               |
| 26 февраля 2010         | Нюрнберг          | Германия         | Arena Nürnberger Versicherung      | 8 228                |
| 28 февраля 2010         | Берлин            | Германия         | Max Schmeling Halle                | 10 500               |
| 4 марта 2010            | София             | Болгария         | Национальный дворец культуры       | 4 000                |
| 29 марта 2010 (отменён) | Варшава (отменён) | Польша (отменён) | Torwar Hall (отменён)              | 8 000 (отменён)      |

## Критика
Музыкальные критики, в основном, благосклонно приняли прощальную программу Пугачёвой. Основные замечания касались высоких цен на билеты, малого количества старых, проверенных временем песен и исполнения некоторых композиций под плюсовую фонограмму.

Она пела и старое, и новое… Пела уже не так звонко, как тогда, но неизменно по-пугачёвски — пронзительно и драматично. Некоторые обожатели и знатоки потом ворчали… мол, недостаточно эпохальных шедевров включила в программу по случаю прощания и подведения итогов. Но — что включила, то включила. Учитывая, что шедевров в творчестве Пугачёвой набралось за все годы за сотню, концерт мог затянуться до утра. Такие примеры «прощания» на нашей сцене тоже были, но Алла выбрала версию «лайт» и, наверное, была права. Публика осталась, по доброму английскому рецепту, с лёгким чувством голода. Это — очень продуктивное чувство.
— Артур Гаспарян, музыкальный критик

Первый концерт был как репетиция. Публика поражалась: Пугачёва вялая, она еле двигается, песни подобраны как будто произвольно… Но второй и третий концерты были уже совершенно иными. Пугачёва была абсолютно точна, логична в своих движениях и жестах. Она уже не двигалась беспорядочно по авансцене и по декорациям… Да, было много фонограммы, но Пугачёва практически все композиции допевала своим голосом поверх фонограммы. А как вживую исполнила «Свеча горела на столе»! Сколько разных техник показала: и головной регистр, и плоский звук и вдруг переходила на грудные ноты… Публика замирала. Это было совершенно невероятно… Думаю, что Пугачёва способна удивлять бесконечно… Это — космическая, фантастическая личность. И об этом нужно говорить очень серьёзно и серьёзно исследовать.
— Сергей Соседов, музыкальный критик
Цены на билеты разнились в зависимости от города. Так, в Москве они достигали 50 000 рублей (1 670 долларов США), в Новосибирске — 35 000 (1 190 долларов США), в Киеве — 3 500 гривен (435 долларов США), в Атлантик-Сити — 739 долларов США. При этом, по сообщению СМИ, гонорар певицы не зависел от цен и количества проданных билетов и составлял 180 000 долларов США за каждое выступление. Сама Пугачёва никак не комментировала эту информацию. Журнал «Forbes» в рейтинге «Звёзды и деньги — 2010» (рейтинг охватывает период с 1 июля 2009 по 30 июня 2010 года, то есть 24 из 37-ми концертов тура) указал, что за год певица заработала 4,5 млн долларов США. Это позволило ей занять вторую строчку сводного рейтинга популярности.
Концерты тура «Сны о любви» были выдвинуты на получение сразу двух наград музыкальной премии «Звуковая дорожка» газеты «Московский комсомолец» как «Событие года» и «Концерт года». Несмотря на то, что в этих номинациях певица наград не получила («Событием года» стало «Евровидение» в Москве, а «Концертом года» — концерт группы «Мумий Тролль»), читатели «МК» назвали её «Артистом года». Она набрала 79 052 голоса, практически вдвое обогнав занявшего второе место Александра Рыбака (48 291), Диму Билана (45 307), а также Баста (40 816) и Николая Баскова (23 415).

### Комментарии
1. ↑  Количество посадочных мест указывается со страниц концертных залов и спортивных сооружений в Википедии (если это не указано отдельно).
2. ↑  Количество посадочных мест указывается со страниц концертных залов и спортивных сооружений в Википедии (если это не указано отдельно).